# Jens Møller
Ne doit pas être confondu avec Jens Bojsen-Møller, skipper danois.
Pas d'image ? Cliquez ici
Jens Møller, né le 14 janvier 1971 à Ikast, est un pilote automobile danois. Il compte notamment deux participations aux 24 Heures du Mans, en 2004 et 2006.

## Carrière
Il dispute pour la première fois les 24 Heures du Mans lors de l'édition 2004. Au volant de l'une des Lister Storm LMP officielles exploitée par Team Essex, il termine vingt-quatrième du classement général,.
En 2005, il participe aux 24 Heures de Spa sur Lister Storm GT et abandonne pendant la course.
En 2006, il participe de nouveau aux 24 Heures du Mans à bord de la même voiture, mais il abandonne sur sortie de piste à la seizième heure.
En 2010, il termine quatrième du championnat danois des voitures de tourisme.
En mars 2017, il est titularisé chez JAS Motorsport pour piloter une Honda Civic en TCR International Series lors des manches européennes,.
Pour la saison 2018 du TCR Europe, il est annoncé pour piloter une Honda Civic Type R de l'écurie JAS Motorsport,,,.